# Patente de Corso (álbum)
Patente de Corso es el primer álbum en solitario de Jaime Urrutia tras la disolución de Gabinete Caligari. Fue publicado en 2002 por Dro East West, siendo reeditado poco después con una canción añadida, la versión del sencillo ¿Dónde Estás?, con la participación de Andrés Calamaro, Enrique Bunbury y Loquillo y un DVD adicional con los videoclips y varios vídeos en directo. Para la grabación del álbum Jaime se rodeó de los que por entonces formaban la banda de directo de Andrés Calamaro, el bajista Candi Caramelo, el batería Niño Bruno (Sex Museum, Fito y Fitipaldis) y los guitarristas Julián Kanevski y Guille Martín (Desperados, Andy Chango, Loquillo).
El disco consiguió una gran aceptación, destacando los sencillos ¡Qué barbaridad! y la versión regrabada de ¿Dónde estás?. Manteniendo el espíritu y la línea marcada con Gabinete Caligari, Urrutia amplió sus miras con un rock de aires latinos e incluso sonidos a lo bossa nova.

## ¿Dónde estás?
El título de la canción «¿Dónde estás?», así como su videoclip, es claramente premonitorio de la carrera del exguitarrista de Números Rojos y Desperados, Guille Martín, que llegaría a ser miembro de la banda de tres de los cantantes (Calamaro, Loquillo y Urrutia) llegando a colaborar con Enrique Bunbury en su álbum Flamingos.

## Canciones
1. ¡Qué barbaridad!
2. Vestida para mí
3. Mentiras
4. Castillos en el aire
5. ¿Dónde estás?
6. Completamente feliz
7. Toda mi vida
8. ¿Qué hay de comer?
9. Cántame
10. Escándalo de amores
11. ¿Dónde estás? (versión con Loquillo, Andrés Calamaro y Enrique Bunbury incluida en la reedición del disco)

Todas las canciones compuestas por Jaime Urrutia excepto Mentiras, de David Oncina y Juan Carlos Sotos.

## Músicos
- Jaime Urrutia: voz, guitarra y coros.
- Candi Caramelo Avello: bajo.
- José Niño Bruno: batería.
- Guille Martín: guitarra eléctrica.
- Julián Kanevski: guitarra eléctrica.
- Esteban Hirschfeld: teclados y dirección musical.
- Jesús N. Gómez: piano, órgano, arreglos, percusión y coros.
- Julio Delgado: guitarra criolla.
- Juan Cerro: guitarras.

Grabado y mezclado en los Estudio Doblewtronics de Madrid por Jesús N. Gómez excepto Escándalo de amores, grabado por Esteban Hirschfeld en Estudios la Sala de Valencia.
- Datos: Q6066271